# Nara

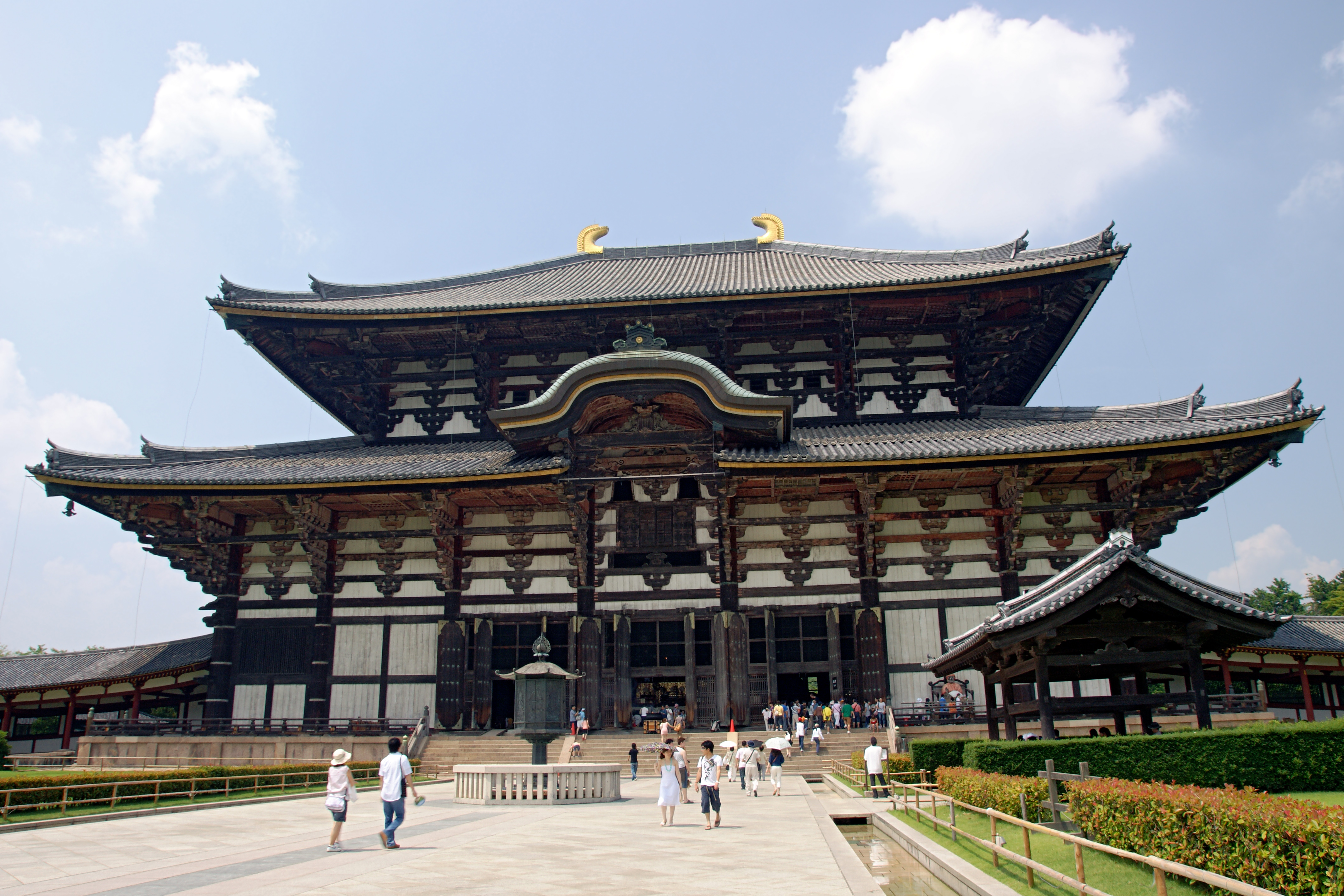
Templul Tōdai-ji.

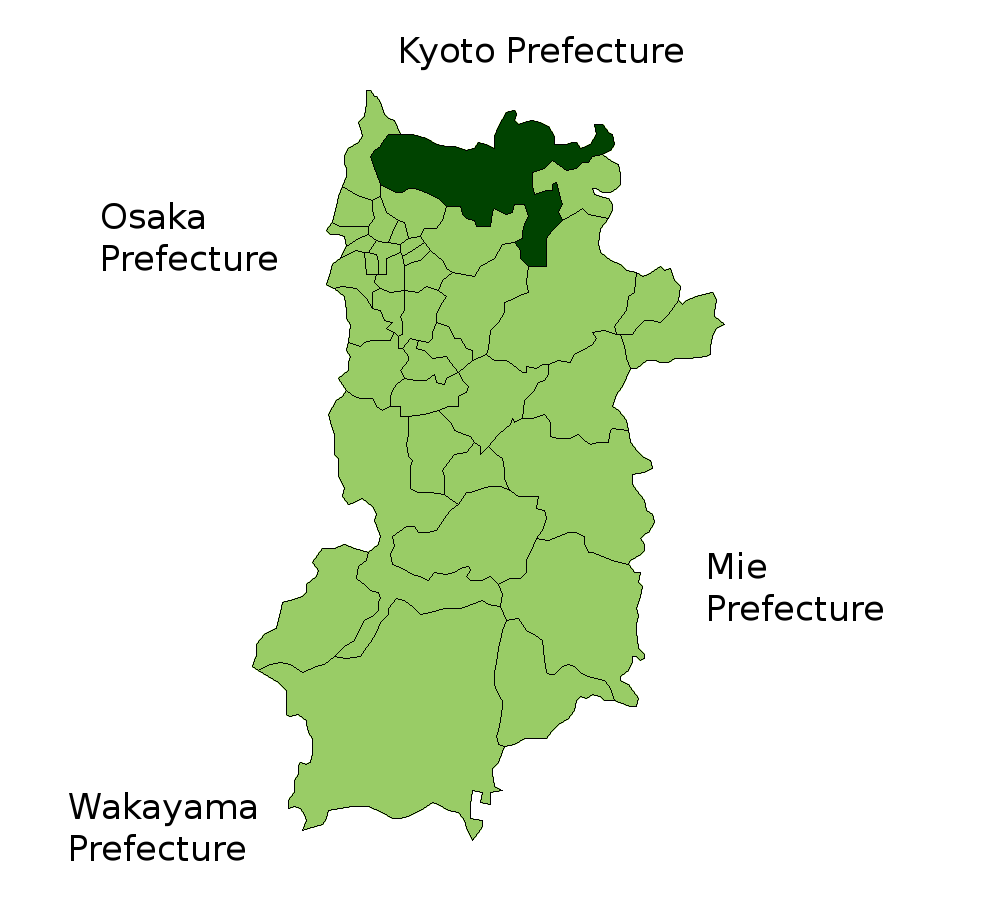

Nara (奈良市 Nara-shi?) este un municipiu din Japonia, centrul administrativ al prefecturii Nara. 

## Istoric
Nara a fost capitala Japoniei în perioada Nara, între 710 și 784, sub numele de Heijō-kyō. Cele mai multe dintre complexele mari de temple datează din această perioadă. Deși orașul și-a pierdut importanța după ce capitala a fost mutată la Kyoto, templele budiste și altarele Shintō și-au extins treptat puterea și au supraviețuit până în zilele noastre.
În 1180, un atac Taira a distrus o mare parte a orașului. Tōdai-ji și Kōfuku-ji au fost reconstruite, iar orașul s-a extins în continuare.
Nara a fost fondat oficial în forma sa actuală de administrație la 1 februarie 1898.

## Obiective turistice
Datorită numeroaselor sale temple vechi și bine conservate, Nara este una dintre cele mai importante destinații turistice din Japonia. Vechea capitală a Japoniei medievale, adăpostește foarte multe temple vechi, altare, ruine și monumente unice, ocrotite de  Patrimoniul Mondial UNESCO, aflate pe lista patrimoniului universal, inclusiv Tōdai-ji, Hokke-dō, Kōfuku-ji, Altarul Kasuga, Gangō-ji, Yakushi-ji, Tōshōdai-ji și rămășițele Palatului Heijō. Un alt templu binecunoscut este Ryōsen-ji.
De asemenea, este cunoscut și Parcul Nara cu căprioarele sale sika. În parcul central circulă cerbi și căprioare, ocrotiți de călugării budiști, și hrăniți de turiști.
Din 1961 până în 2006, Nara a fost locul parcului de distracții Nara Dreamland, al cărui design s-a bazat în mare parte pe Disneyland din California.

## Trafic
- Străzi naționale: 24, 25, 169, 308, 369
- Trenuri

- - Linia principală JR Kansai
  - Linia JR Sakurai
  - Linia Kintetsu Nara
  - Linia Kintetsu Kyoto
  - Linia Kintetsu Kashihara
  - Linia Kintetsu Keihanna